# عزاء (فلم 2015)
العزاء (بالأنجليزية:Solace) هو فيلم درامي أمريكي لعام 2015، من إخراج أفونسو بويارت وبطولة أنتوني هوبكنز وكولين فاريل وجيفري دين مورغان وآبي كورنيش، أصدر الفيلم في 16 ديسمبر 2016.

## الأدوار والممثلين
- أنتوني هوبكنز في دور جون كلانسي
- كولين فاريل في دور تشارلز أمبروز
- جيفري دين مورغان في دور الوكيل جو ميريويذر
- آبي كورنيش بدور الوكيل كاثرين كاولز
- جوردان وودز روبنسون في دور جيفري أولدفيلد
- مارلي شيلتن في دور لورا ميريويذر
- زاندر بيركلي في دور السيد إليس
- كيني جونسون بدور ديفيد ريمون
- جاين تورنر بدور إليزابيث كلانسي
- شارون لورانس في دور السيدة إليس
- خوسيه بابلو كانتيلو في دور سوير
- مات جيرالد في دور سلومان
- جوشوا كلوز في دور لينوس هارب
- لويزا مورايس بدور فيكتوريا ريمون

## روابط خارجية
- مقالات تستعمل روابط فنية بلا صلة مع ويكي بيانات